# Издеглавје
Издеглавје (мкд. Издеглавје) је насеље у Северној Македонији, у западном делу државе. Издеглавје припада општини Дебарца.

## Географија
Насеље Издеглавје је смештено у западном делу Северне Македоније. Од најближег града, Охрида, насеље је удаљено 32 km северно.
Издеглавје се налази у историјској области Дебарца, која обухвата слив реке Сатеске и са изразитим планинским обележјем. Насеље је смештено у средишњем, долинском делу области. Западно од насеља се изидже планина Караорман, а источно Илинска планина. Западно од насеља тече речица Сатеска. Надморска висина насеља је приближно 810 метара.
Клима у насељу је планинска.

## Становништво
Издеглавје је према последњем попису из 2002. године имало 136 становника. 
Већину становништва чине етнички Македонци (100%).
Већинска вероисповест је православље.